# Centrodora acridiphagus
Centrodora acridiphagus is een vliesvleugelig insect uit de familie Aphelinidae. De wetenschappelijke naam is voor het eerst geldig gepubliceerd in 1941 door Otten.